# Sai no Kawara

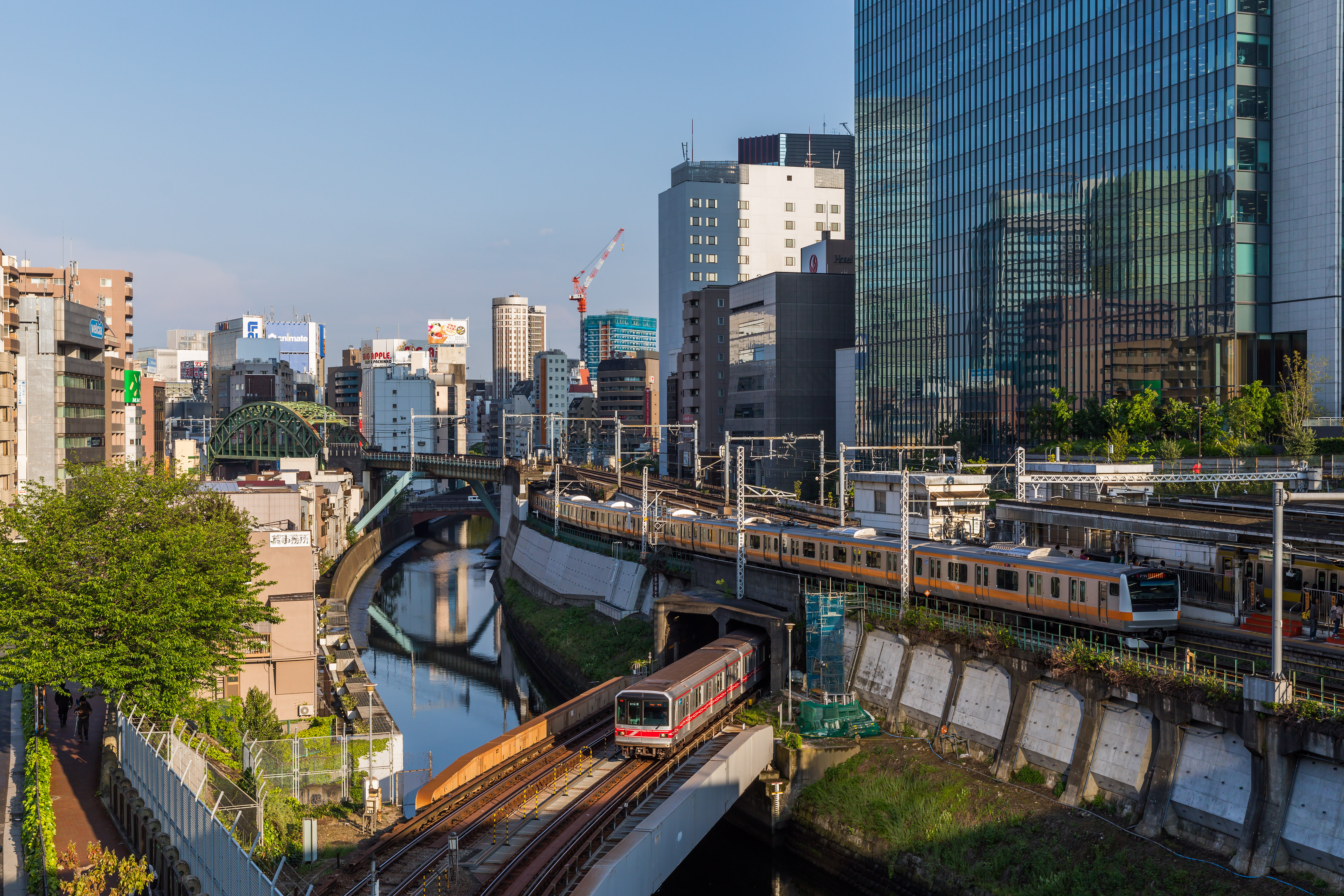
神田川とその脇を通る東京メトロ丸ノ内線と中央線快速。ミュージック・ビデオはこの水道橋のある東京都御茶ノ水が舞台。この周囲には大学が立ち並んでいる。（2017年5月1日撮影）

「Sai no Kawara」（さいのかわら）は、crystal-z（クリスタルジィー）が2020年6月10日に動画共有サービス、YouTubeに公開した楽曲。楽曲は公開後、ねとらぼ、朝日新聞などの複数メディアにとりあげられ、YouTube上で2020年12月現在、100万再生以上を記録している。YouTubeで公開しているミュージック・ビデオは、crystal-zが自らアニメーションを描き、制作した。2020年7月11日、楽曲はApple Music、Amazon Music、YouTube Musicなど音楽サブスクリプションサイトで配信された。

## 背景と制作
crystal-zは、楽曲発表当時35歳の無名の男性ラッパーであった。crystal-zは、楽器を高校生の頃より触りはじめた後、19歳ぐらいより曲を作りはじめ、気の合うメンバーと4人でバンド活動するなど東京都内の大学法学部在学中から音楽活動を始めた。大学卒業後も、塾でアルバイトをする傍ら、シェアハウスで共同生活しながら、セルフパッケージのシングルを自主制作するなど音楽活動を続けていた。しかし、後に音楽では食えず、仲間たちは家族が増えたことなどから音楽をやめ、それぞれ別の道へ行き、シェアハウスは解約。バンドクルーは解散することとなった。これらのことにより、crystal-zは自分も違う人生を見つけるべく、32歳で医師を目指すべく医学部の受験勉強をはじめた。crystal-zは、塾でのアルバイトをやめ、2回浪人。厳しい生活は同棲する彼女に支えてもらっていた。crystal-zは、地方大学に入れば東京で働く同棲する彼女と別れることになるため、地方大学の受験を躊躇していたが、それ以外に道はないため、東京での受験を諦め、地方受験に挑んだ。2018年に西日本の大学の医学部に合格。crystal-zは合格を期して、彼女にプロポーズを試み、結婚。2020年現在、西日本の医学部に進学し、病理医を目指している。
2018年7月、文部科学省の幹部職員が、東京医科大学に便宜を図る見返りに息子を不正に合格させた事案が受託収賄罪に当たるとして逮捕・起訴された。同年8月、東京医科大学はこの裏口入学に関する内部調査委員会を立ち上げ、同委員会の調査によって、女性や多浪の受験生の得点が一律に減点されていたことが判明。これに伴い、文部科学省は9月4日に『東京医科大学の不正入試問題を受けて実施した全国医学部の緊急調査の結果（速報）』を公示。2013～2018年度入試の結果を合算し、男女の平均合格率などの調査が行われた。同年12月の最終報告では、81大学のうち9校で「不適切な事案」、1校で「不適切である可能性の高い事案」があったと認定するを公表した。
crystal-zもこの不正が発見された大学に受験していた。不合格判定が出た複数の大学で実際は合格の基準点に達しており、東京医科大学、1週間後に順天堂大学から本来合格であったと伝える連絡があった。また、東京医科大学については特待生合格の基準も超える点数を獲得していた。crystal-zは、2019年順天堂大学に対して日本国憲法第26条に定められる教育を受ける権利を侵害されたなどとして、数千万円の賠償請求裁判を東京地方裁判所にて提訴した。東京医科大学に対しては、2020年10月現在、裁判外紛争解決手続で協議を行っている。
「Sai no Kawara」は、crystal-zが不正入試が発覚した時期、ナイトクラブから帰る朝方の車内で友人に自身に起きたことを話した際に「ディスっちゃうしかないじゃん」と言われたことをきっかけに制作を始めた。歌詞はcrystal-zにより、数日で書き上げられ、歌の録音はcrystal-zの近所のカラオケボックスで収録された。タイトルの「Sai no Kawara」は、賽の河原を由来としており、賽の河原は「むだな努力のたとえ」と意味する言葉でもある。楽曲は、今回のリリースのタイミングに発生した反黒人差別運動、ブラック・ライヴズ・マターに大きな影響を受けているという。
制作された楽曲は2020年6月10日に動画共有サービス、YouTubeに公開された。公開された動画はインターネット上で話題を呼び、「Sai no Kawara」はインストゥルメント版と共に音楽サブスクリプションサイトで配信された。なお、サブスクリプション版で公開された「Sai no Kawara」はYouTube版と異なるラストになっている。
2021年1月8日には、続編となる楽曲「rope5」を発表。楽曲は新型コロナウイルス感染症の世界的流行に伴って変化した世の中と、自身の大学合格後の生活を歌っている。

## 音楽性と構成
「Sai no Kawara」はのジャンルは、ローファイ・ヒップホップに分類される。crystal-zは自分のルーツとなるアーティストとして、ザ ブルーハーブやShing02などの名前を挙げた上で、最も影響を受けたアーティストはEVISBEATSであると語っている。
「Sai no Kawara」は、年齢差別が行われている全国の医学部への批判を行っている。歌詞では、自ら大学の不正被害にあった経験を歌詞に落とし込んでおり、楽曲の中にはさまざまなメッセージが緻密にちりばめられている。
| 「                          | 順調じゃなくていいから 天才じゃなくていいから 堂々巡り 巡り 繰り返し 東京 偉大なこの街 | 」 |
| —crystal-z「Sai no Kawara」 |                                                                                        |    |

以上は曲の後半にあたる歌詞の一部である。この歌詞には、「順調」=順、「天才」=天、「堂々巡り」=堂、つまり順天堂。「東京」、「偉大」=医大、つまり東京医科。crystal-zが受験し、不正に不合格判定を受けたこれら2つの大学の名前が隠されている。
曲の一部にサンプリングを使用している。女性アナウンサーが「医学部入試で年齢などを理由に不合格にされたと主張する元受験生の男性が、大学を提訴しました」「34歳の男性は去年、不合格にされましたが、その後大学側が調査した結果、合格点に達していたことが分かりました」と淡々と読み上げるニュース音声が収録されている。YouTube版とサブスクリプション版のラストではサンプリングに変化がみられる。YouTube版の最後には、大学側とのやり取りと思われる映像・音声がサンプリングされている。crystal-zは、ねとらぼのインタビューで、どの大学とのやり取りであるかは答えず、現実のものがサンプリングされていると答えている。一方で、Yahoo!ニュースのインタビュー内では、順天堂大学とcrystal-zが直接話し合った際、大学側はcrystal-zの話を遮って「不正じゃない」と声を荒らげるなどの対応をとったと答えている。サブスクリプション版では、YouTubeと異なるラストを用意したことについてcrystal-zは「音楽として長く聴けるように、また、YouTube版を聴いてくれた人にはピンとくる違うラストを用意しました」と答えており、サンプリングやメタファーなどのヒップホップ特有の手法を用いることで、他の音楽より奥深い表現が出来、大衆にもコアにも届くような要素になっているとしている。crystal-zは、これらのほかにも様々なイースターエッグを隠しており、インタビューの中で「（楽曲に隠された）イースターエッグに関してはあまり解読が進んでいないと感じます」「自分としては単なるネットミームとして楽曲を消費して欲しくないという思いが強く、それがたくさんのイースターエッグを盛り込んだ理由でもあります。」と発言している。KAI-YOUは、「緻密なストーリーテリングによって語られるセンセーショナルな事件の内実や、それを補強するリリックとMVの節々に仕込まれたイースターエッグによって、話題性と奥深さをあわせ持つ稀有な楽曲」であるとしている。

## 評価と受容
公開されたミュージック・ビデオは、インターネット上で口コミが広がり、YouTubeやTwitterなどインターネットで話題を呼んだ。これに伴い、音楽グループ、AAAの日高光啓やラッパーの呂布カルマもTwitterで楽曲に言及したほか、シンガーソングライターの星野源やラッパーのR指定はラジオで楽曲を紹介した。「Sai no Kawara」は、朝日新聞やねとらぼをはじめとする複数のメディアに取り上げた。特に朝日新聞は、紙面では2020年6月25日の夕刊一面で楽曲について大きく伝えている。crystal-zは、楽曲をきっかけにラジオ番組、bayfm『MUSIC GARAGE : ROOM 101』に出演した。
KAI-YOUの小林優介は、「2020年の日本のヒップホップ名曲20選」と題した特集の中で「Sai no kawara」を名曲の1つとして選出。また、インターネットメディア協会はcrystal-zを「Internet Media Awards」でインターネットに掲載されたコンテンツの中でも、優れたビジュアルの動画・画像・デザインによって、印象的であった作品が対象とするビジュアル・コンテンツ部門にノミネートされている。

## ミュージック・ビデオ
ミュージック・ビデオは、crystal-zがFlipaClipというアプリケーションを使用し、iPadで自ら製作したアニメーションである。制作時間は、1日10時間ほどかけ、2週間ほどで完成した。制作は、一切絵を描いたことがなかったことやデータが全部消えたことなどで苦労したとねとらぼのインタビューで語られている。
内容は、伏し目がちの紫の服を着て、ヘッドフォンと帽子をした男性が線路や図書館の見える東京都御茶ノ水の街並みが見える窓辺の部屋を背景に机に向かっている様子が中心に描かれている。ミュージック・ビデオにも楽曲のように多くのイースターエッグが隠されている。部屋の左上には、日本のロック・バンド、BOATのアルバム『RORO』が描かれている。途中歌詞に合わせ、机の上にある参考書、「チャート式」は青本から、より難易度の高い赤本に変わっている。その他複数のイースターエッグがYouTubeのコメント欄で指摘されている。映像後半に差し掛かると一度暗転。再度映された画面には、男性が窓辺からいなくなり、御茶ノ水の空に飛行機が飛び立っていく。アライグマのような生き物以外に誰もいない窓辺には、賽の河原のような石積みと「再の河原」と書かれた紙が残されている。石積みは医師を諦めた人、紙の内容の「再の河原」の「再」は、自分のラッパーとしての再生をあらわしているという。男性が消えた後、しばらくするとニュースのサンプリングがはじまり、窓辺にあったスマートフォンにニュースの映像とともにニュースで女性が読み上げる声のサンプリングが再生されはじめる。アナウンサーのサンプリングが終了すると、画面は暗転。スマートフォンをカバンの中に潜め、盗撮をしているような映像になり、男性たちがしゃべる声のサンプリング切れ切れに聞こえ、最後に男性がカバンからスマートフォンを取り出すような映像でミュージック・ビデオは終了する。

## リリース日一覧
| 国・地域 | 発売日/解禁日 | 規格/媒体          | 出典        |
| -------- | ------------- | ------------------ | ----------- |
| 世界     | 2020年6月10日 | YouTube            | [ 5 ] [ 6 ] |
| 世界     | 2020年7月11日 | サブスクリプション | [ 5 ] [ 6 ] |